# Rhodochiton hintonii
Rhodochiton hintonii är en grobladsväxtart som först beskrevs av Elisens, och fick sitt nu gällande namn av David A. Sutton. Rhodochiton hintonii ingår i släktet Rhodochiton och familjen grobladsväxter. Inga underarter finns listade i Catalogue of Life.